# Michel Pajon
Michel Pajon, né le 30 juin 1949 à Drancy (Seine), est un homme politique français, maire de Noisy-le-Grand de 1995 à 2015.

## Parcours politique
Maître de conférences en économie à l'Université de Paris I, il est élu député en 1996, puis réélu le 16 juin 2002 (pour la XIIe législature, dans la 13e circonscription de la Seine-Saint-Denis), et le 18 juin 2007 pour la XIIIe législature (2007-2012). Il fait partie du groupe socialiste.
Il est réélu député de sa circonscription, devenue la 3e de la Seine-Saint-Denis le 17 juin 2012 avec 60,38 % des suffrages exprimés au deuxième tour, face au candidat UMP Bruno Beschizza. Son suppléant est Emmanuel Constant.
Il est élu maire de Noisy-le-Grand (Seine-Saint-Denis) en 1995, puis réélu en 2001, 2008.
Michel Pajon s'est déclaré officiellement comme candidat à sa succession pour la mairie de Noisy-le-Grand en 2014. En mars 2014, il est réélu maire de Noisy-le-Grand avec 1007 voix d'avance. Le 17 juin 2015, le Conseil d'État annule les élections de Noisy-le-Grand. De nouvelles élections se tiennent le 20 septembre 2015 et la candidate Les Républicains Brigitte Marsigny les remporte. Selon les résultats du second tour, sur les 15 585 suffrages exprimés, soit un taux de participation de 44,42 %, la candidate Les Républicains l’emporte avec 46,4 % des voix (7 231 suffrages), devant le maire socialiste sortant Michel Pajon, qui en a obtenu 46,2 % (7 198 suffrages ). L’écart entre les deux candidats n’est donc que de 33 voix.
Il ne se représente pas aux élections législatives de 2017 et ne parraine aucun candidat pour l'élection présidentielle de 2017.

## Mandats
- 19 juin 1995 - 18 mars 2001 : maire de Noisy-le-Grand (Seine-Saint-Denis)
- 25 février 1996 - 21 avril 1997 : député de la Seine-Saint-Denis
- 1er juin 1997 - 18 juin 2002 : député de la Seine-Saint-Denis
- 19 mars 2001 - 16 mars 2008 : maire de Noisy-le-Grand
- 19 juin 2002 - 19 juin 2007 : député de la Seine-Saint-Denis
- 20 juin 2007 - 19 juin 2012 : député de la Seine-Saint-Denis
- 17 mars 2008 - 17 juin 2015 : maire de Noisy-le-Grand
- 20 juin 2012 - 20 juin 2017 : député de la Seine-Saint-Denis